# Autorità di bacino regionale del Lazio
L'Autorità di bacino regionale del Lazio è una delle Autorità della Regione Lazio che opera nel settore della difesa del suolo.
È un ente pubblico economico che gestisce i bacini idrografici delle provincie di Viterbo, Roma, Latina e parzialmente Frosinone.
La sede amministrativa è a Roma.